# Životice: obraz (po)zapomenuté tragédie

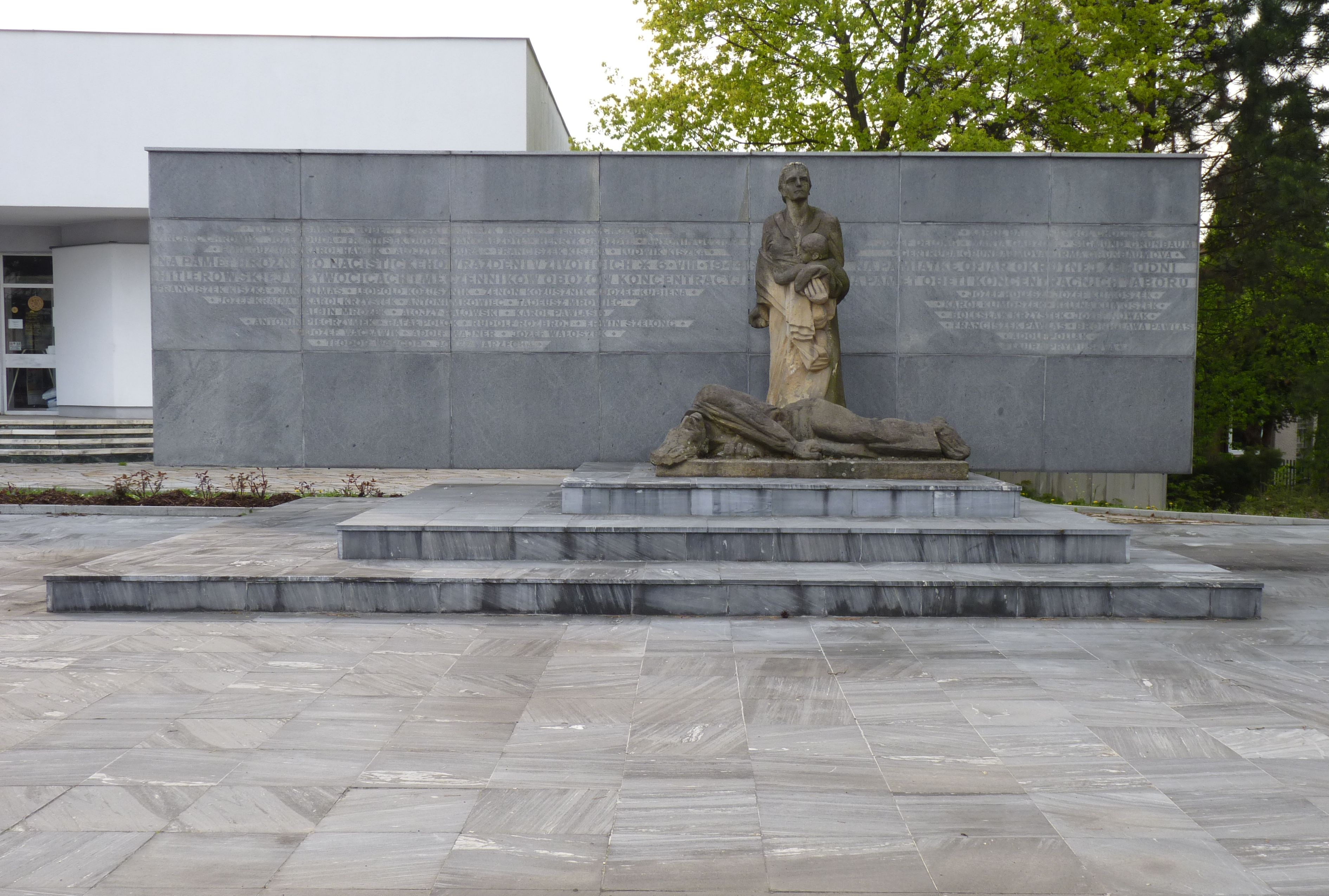
Památník životické tragédie v Životicích

Životice: obraz (po)zapomenuté tragédie je kniha z roku 2022, kterou napsala česká spisovatelka a nakladatelka Karin Lednická. Kniha zpracovává skutečnou historickou událost: životickou tragédii, což byla odvetná akce gestapa za přestřelku mezi polskými partyzány a gestapem v hospodě Isidora Mokrosze v Životicích, během druhé světové války (v roce 1944), kdy bylo zavražděno 36 obyvatel obcí Životice, Horní Suchá, Dolní Suchá a Těrlicko.
V knize jsou kombinovány kapitoly faktické, popisující historické okolnosti životické tragédie a kapitoly obsahující přepis vyprávění pamětníků, které jsou prezentovány jako příběh.